# Neuillé-le-Lierre

Neuillé-le-Lierre este o comună în departamentul Indre-et-Loire, Franța. În 1 ianuarie 2022 avea o populație de 763 de locuitori.